# Comuna cuatro de Valledupar
La Comuna cuatro, (también escrita como Comuna 4 o Comuna IV o llamada Comuna Oeste) es una de las seis comunas en que está dividida política-administrativamente la ciudad de Valledupar, capital del departamento del Cesar.
La comuna cuatro tiene una extensión de 730 hectáreas.
También se encuentran las instalaciones de la cárcel judicial de Valledupar.

## Barrios
La Comuna cuatro está conformada por los siguientes barrios:
| - Jorge Dangond - Los Caciques - Los Fundadores - Sabanas del Valle - Casimiro Maestre - Manantial - Edgardo Pupo - Villa Corelca - El Cerrito - Urbanización Álamos II, III y IV - Urbanización María Camila - Villa Miriam | - Francisco de Paula Santander - Villa Luz - El Hogar - Villa Taxi - La Victoria - El Progreso - Cicerón Maestre - Buena Vista - José Antonio Galán | - Urbanización Tobías Daza - Villa Algenia - Limonar - Maruamake - Urbanización La Floresta - Urbanización Valle Hermoso - San Marino - Ciudadela 450 años - 8 de Diciembre | - Villa Magdala - Urbanización Lindaraja - Las Acacias - Gerizin - Populandia - Urbanización Parque de la Pradera - Conjunto Cerrado Parque de la Pradera - Urbanización Casas de la Pradera - Conjunto Cerrado casas de la Pradera | - San Jerónimo - Girasoles - El Rocío - Urbanización Trinidad - Urbanización Villa Dariana etapas I-II |

## Localización
La comuna cuatro bordea al norte con las comunas cinco y uno con la calle 16 'Avenida Pedro Castro Monsalvo'; hacia el occidente y sur con el área rural del municipio de Valledupar. Hacia el suroriente y oriente limita con la comuna tres. Al sur tiene como límite la Diagonal 21, salida hacia la carretera Valledupar-Bosconia (Ruta 80 - Invias).
La Comuna Cuatro de Valledupar es atravesada por dos acequias, La Solución y Las Mercedes.

## Instituciones educativas
Las siguientes instituciones educativas tienen sedes en la comuna cuatro:
- Escuela Urbana Mixta. n.º 4, barrio Jorge Dangond, Carrera 19B n.º 16B-14
- Jardín Infantil Nacional, barrio Jorge Dangond, Carrera 19B n.º 16B-71
- Centro de Desarrollo Vecinal (CDV), barrio Los Fundadores, Diagonal 18 n.º 28-48
- Instituto Técnico Upar Fundadores Diag. 19 23-14
- Concentración Escolar José Antonio Galán, barrio Los Fundadores, Transversal 24 n.º 19A-44
- Instituto Casimiro Raul Maestre, barrio Casimiro Maestre Mz 9 y 11
- Instituto José Eugenio Martínez, barrio Casimiro Maestre, Calle 18B n.º 30A-54
- Concentración Escolar Dagoberto Fuentes Zuleta, barrio Edgardo Pupo, Carrera 29 n.º 17-17
- Concentración Escolar Daniel Tapias Pico, barrio Villa Miriam Mz 5 casa 9
- Institución Educativa Villa Corelca, barrio Villa Corelca, Calle 16B n.º 24Bis-52
- Concentración Escolar Campo Herrera, barrio José Antonio Galán Cra. 36Bis n.º 16E-53
- Concentración Escolar Carlota Uhia de Baute, barrio El Progreso Calle 18 n.º 17A-26
- Concentración Escolar Consuelo Araujo Noguera, barrio Ciudadela 450 Años
- Concentración Escolar Jesús Sierra Uribe,  barrio El Hogar
- Institución Educativa 'Ricardo González'

- La sede Sabanas de la Universidad Popular del Cesar se encuentra localizada al sur de la comuna cuatro.